# Eumetrioptera
Eumetrioptera is een geslacht van rechtvleugeligen uit de familie sabelsprinkhanen (Tettigoniidae). De wetenschappelijke naam van dit geslacht is voor het eerst geldig gepubliceerd in 1935 door Miram.

## Soorten
Het geslacht Eumetrioptera omvat de volgende soorten:
- Eumetrioptera beybienkoi Bezukin, 1978
- Eumetrioptera crassa Mishchenko, 1949
- Eumetrioptera mistshenkoi Bekuzin, 1961
- Eumetrioptera monochroma Bey-Bienko, 1947
- Eumetrioptera obuchovae Mishchenko, 1949
- Eumetrioptera pavlovskyi Miram, 1935